# 科迪亞克群島

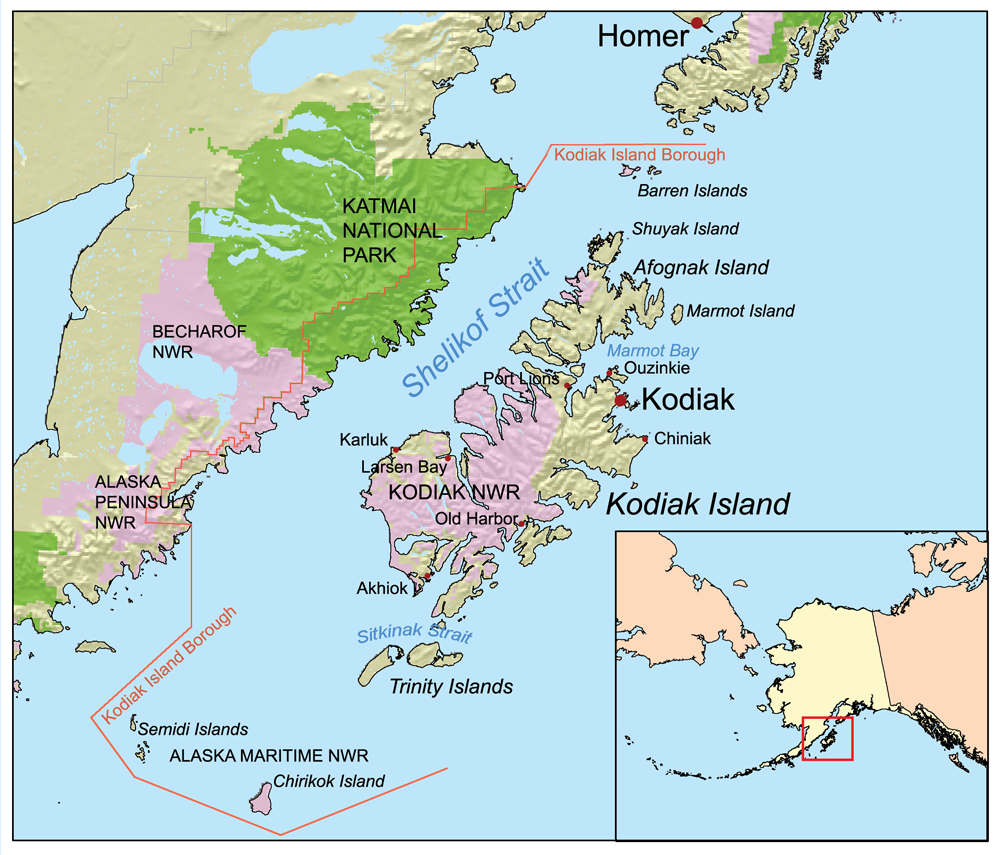

科迪亞克群島是美國阿拉斯加州的群島，位於阿拉斯加灣，由186座島嶼組成，長285公里、寬108公里，面積13,890平方公里，行政上隸屬科迪亞克島自治市鎮。

## 島嶼
- 阿福格納克島，第二大島
- 艾厄克塔利克島
- 奇里科夫島，最南
- 科迪亚克岛，主島
- 馬莫特島，最東
- 尼爾島
- 拉斯伯里島
- 塞米迪群島，最西
- 舒亞克島
- 錫特卡利達克島
- 斯普魯斯島
- 塔吉達克島
- 錫特基納克島
- 尤加尼克島
- 惠爾島
- 伍迪島

57°23′46″N 153°29′00″W / 57.39611°N 153.48333°W